# Jüdischer Friedhof Remscheid-Lüttringhausen

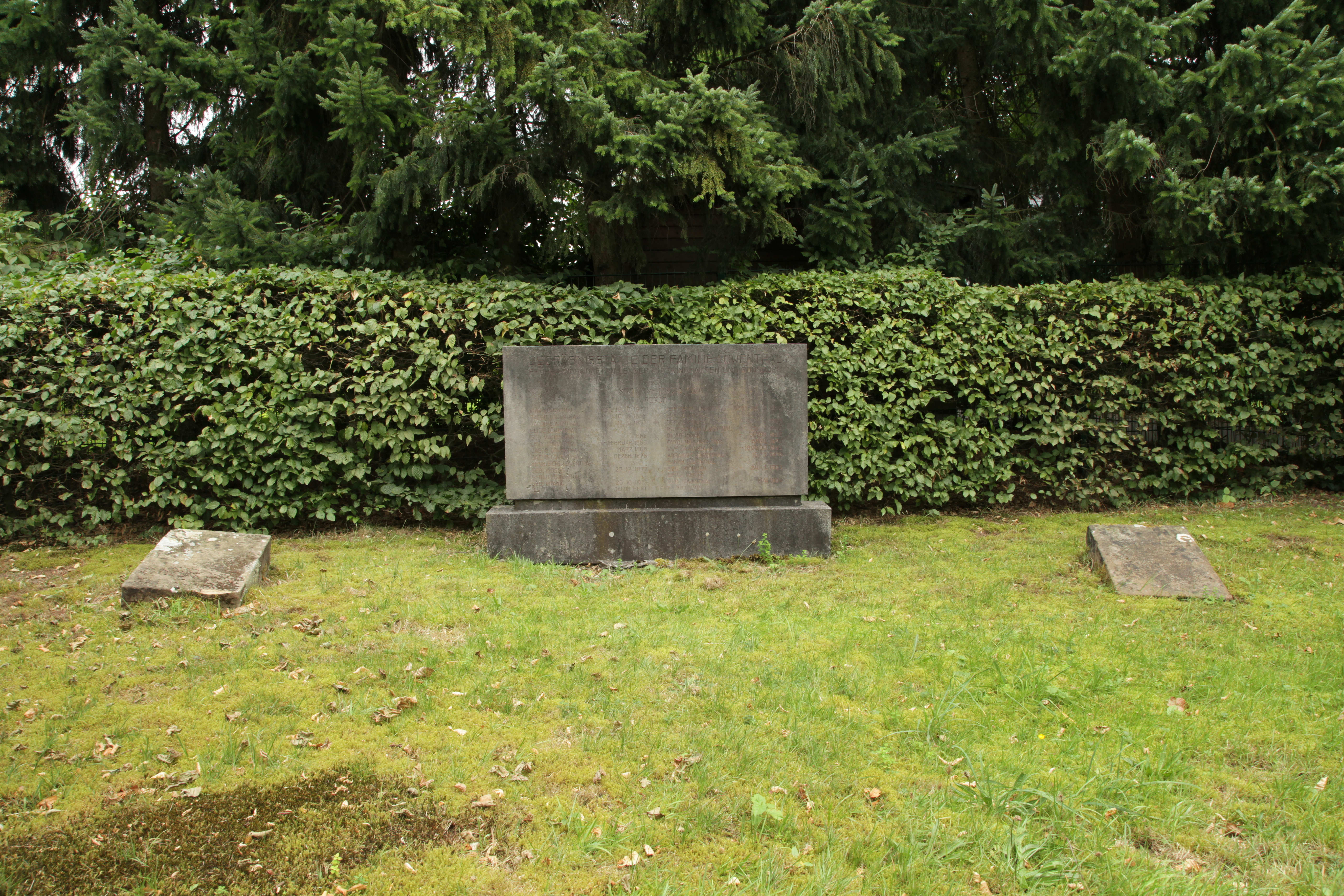
Der jüdische Friedhof in Lüttringhausen

Der jüdische Friedhof Remscheid-Lüttringhausen liegt im Remscheider Stadtteil Lüttringhausen nahe dem Ortskern, dabei handelt es sich um den privaten Familienfriedhof der Familie Löwenthal von 1851 (Max Löwenthal † 15. August 1851) bis 1905 (Jacob Hertz † Juli 1905).
Mit der Nummer 659 steht der jüdische Friedhof seit dem 7. Juni 2006 unter Denkmalschutz.

## Geschichte
Die erste Nennung erfolgte im Jahr 1826: „Friedhofes der Israelitischen Gemeinde Lüttringhausen“.
Die letzte Belegung erfolgte nachweislich im Jahre 1906. Jetzt wird die Begrünung/Hecke des Friedhofs vom Grünflächenamt der Stadt Remscheid gepflegt.